# Continental Wrestling Association
Continental Wrestling Association (CWA) foi uma promoção independente de wrestling profissional estadunidense, fundada por Jerry Jarrett. A CWA foi uma empresa "governamental" sobre o nome Championship Wrestling, Inc., promoção referida mutuamente como Mid-Southern Wrestling, na Pro Wrestling Illustrated e em outras revistas de menor expressão.
A promoção foi chefiada pela National Wrestling Alliance, durante a Década de 1970 e 80, a qual operou em Memphis e Nashville (Tennessee) e Louisville (Kentucky). A CWA foi membra da NWA até 1986 e afiliada da American Wrestling Association até 1989.
Em 1989, a CWA foi vendida a World Class Championship Wrestling e United States Wrestling Association, após o plano de uma só união, como ocorreu com a Pro Wrestling USA dar errado.
Dentre os wrestlers que passaram, destacam-se Scott Armstrong, Bam Bam Bigelow, Jimmy Hart, Jeff Jarrett, Jerry Lawler, Jim Neidhart, Randy Savage e Sid Vicious.

## Títulos
- AWA Southern Heavyweight Championship
- AWA Southern Tag Team Championship
- CWA Heavyweight Championship
- CWA Tag Team Championship
- CWA Southwestern Heavyweight Championship
- CWA Super Heavyweight Championship
- CWA Tennessee Tag Team Championship
- CWA World Heavyweight Championship
- CWA World Tag Team Championship
- CWA/AWA International Heavyweight Championship
- CWA/AWA International Tag Team Championship
- NWA Mid-America Heavyweight Championship
- NWA World Six-Man Tag Team Championship